# Miroslav Moc
Miroslav Moc (12. února 1928 Předlice – 27. června 1996 Praha) byl český a československý novinář, politik Komunistické strany Československa, poslanec Sněmovny lidu Federálního shromáždění a šéfredaktor deníku Rudé právo za normalizace.

## Biografie
Koncem druhé světové války pracoval jako lesní dělník v Suchdole nad Lužnicí. V roce 1945 vstoupil do KSČ. V letech 1946–1947 působil jako redaktor komunistického regionálního listu v severních Čechách Průboj. V letech 1953–1954 absolvoval stranickou vysokou školu v Moskvě a koncem 50. let navštěvoval i přednášky na Vysoké škole politické ústředního výboru Komunistické strany Československa. V letech 1947–1963 působil jako redaktor listu Mladá fronta, v letech 1963–1969 byl redaktorem deníku Rudé právo (mezi roky 1966 a 1969 coby zahraniční dopisovatel z Bonnu) a v letech 1969–1975 i jeho šéfredaktorem. Názorově patřil v letech 1968–1969 k prosovětské konzervativní části KSČ.
Jeho nástup do čela redakce Rudého práva v dubnu 1969 přímo souvisel s nástupem normalizačních politiků po invazi vojsk Varšavské smlouvy do Československa (Gustáv Husák místo Alexandra Dubčeka). V květnu 1969 patřil mezi signatáře prohlášení Slovo do vlastních řad, v němž se apelovalo na větší loajalitu novinářské obce vůči KSČ a novému kurzu normalizace.
26. září 1969 byl kooptován za člena Ústředního výboru Komunistické strany Československa. XIV. sjezd KSČ ho ve funkci potvrdil. V období leden 1970 – říjen 1975 byl navíc členem sekretariátu ÚV KSČ. Ve volbách roku 1971 zasedl do Sněmovny lidu (volební obvod č. 57 – Děčín-sever, Severočeský kraj). Ve Federálním shromáždění setrval do konce funkčního období, tedy do voleb roku 1976.
V období let 1975–1981 působil jako velvyslanec Československa ve Švýcarsku. Po návratu z Bernu byl zařazen do 4. německo-rakouského odboru ministerstva zahraničí, ale již v roce 1982 z ministerstva odešel zpět do stranického aparátu.
V roce 1970 byl vyznamenán Řádem práce, v roce 1973 Řádem Vítězného února.